# E-Prix de París de 2018
El e-Prix de París de 2018 (oficialmente, el 2017-18 FIA Formula E Qatar Airways Paris e-Prix) fue una carrera de monoplazas eléctricos del campeonato de la FIA de Fórmula E que tuvo lugar el 28 de abril de 2018 en el Circuito callejero de París, Francia.

## Entrenamientos libres
Todos los horarios corresponden al huso horario de Francia (UTC+2).

### Primeros libres
| Hora de inicio 8:00 - Hora de finalización 8:45 |     |                  |                           |          |            |         |
| Pos.                                            | N.º | Piloto           | Equipo                    | Tiempo   | Diferencia | Vueltas |
| 1                                               | 2   | Sam Bird         | DS Virgin Racing          | 1:01.698 | —          | 25      |
| 2                                               | 1   | Lucas Di Grassi  | Audi Sport ABT Schaeffler | 1:01.716 | +0.018     | 21      |
| 3                                               | 66  | Daniel Abt       | Audi Sport ABT Schaeffler | 1:01.790 | +0.092     | 25      |
| 4                                               | 20  | Mitch Evans      | Panasonic Jaguar Racing   | 1:01.999 | +0.301     | 24      |
| 5                                               | 25  | Jean-Éric Vergne | Techeetah                 | 1:02.023 | +0.325     | 18      |
| Fuente:fiaformulae.com                          |     |                  |                           |          |            |         |

### Segundos libres
| Hora de inicio 10:30 - Hora de finalización 11:00 |     |                  |                           |          |            |         |
| Pos.                                              | N.º | Piloto           | Equipo                    | Tiempo   | Diferencia | Vueltas |
| 1                                                 | 1   | Lucas Di Grassi  | Audi Sport ABT Schaeffler | 1:00.881 | —          | 19      |
| 2                                                 | 25  | Jean-Éric Vergne | Techeetah                 | 1:01.072 | +0.191     | 13      |
| 3                                                 | 20  | Mitch Evans      | Panasonic Jaguar Racing   | 1:01.091 | +0.210     | 14      |
| 4                                                 | 19  | Felix Rosenqvist | Mahindra Racing           | 1:01.126 | +0.245     | 13      |
| 5                                                 | 66  | Daniel Abt       | Audi Sport ABT Schaeffler | 1:01.187 | +0.306     | 16      |
| Fuente:fiaformulae.com                            |     |                  |                           |          |            |         |

## Clasificación
Todos los horarios corresponden al huso horario de Francia (UTC+2).

### Resultados
| Hora de inicio 12:00 - Hora de finalización 12:45 |     |                        |                           |             |             |    |
| Pos.                                              | N.º | Piloto                 | Equipo                    | Tiempo      | Diferencia  | P. |
| 1                                                 | 25  | Jean-Éric Vergne       | Techeetah                 | 1:01.508    | —           | SP |
| 2                                                 | 28  | António Félix da Costa | MS&AD Andretti Formula E  | 1:01.563    | +0.055      | SP |
| 3                                                 | 5   | Maro Engel             | Venturi Formula E Team    | 1:01.756    | +0.248      | SP |
| 4                                                 | 2   | Sam Bird               | DS Virgin Racing          | 1:01.771    | +0.263      | SP |
| 5                                                 | 18  | André Lotterer         | Techeetah                 | 1:01.818    | +0.310      | SP |
| 6                                                 | 1   | Lucas Di Grassi        | Audi Sport ABT Schaeffler | 1:01.823    | +0.315      | 6  |
| 7                                                 | 7   | Jérôme d'Ambrosio      | Dragon Racing             | 1:01.836    | +0.328      | 7  |
| 8                                                 | 9   | Sébastien Buemi        | Renault e.dams            | 1:01.837    | +0.329      | 8  |
| 9                                                 | 16  | Oliver Turvey          | NIO Formula E Team        | 1:01.888    | +0.380      | 9  |
| 10                                                | 6   | José María López       | Dragon Racing             | 1:01.902    | +0.394      | 10 |
| 11                                                | 19  | Felix Rosenqvist       | Mahindra Racing           | 1:02.012    | +0.504      | 11 |
| 12                                                | 23  | Nick Heidfeld          | Mahindra Racing           | 1:02.058    | +0.550      | 12 |
| 13                                                | 8   | Nicolas Prost          | Renault e.dams            | 1:02.092    | +0.584      | 13 |
| 14                                                | 20  | Mitch Evans            | Panasonic Jaguar Racing   | 1:02.122    | +0.614      | 20 |
| 15                                                | 66  | Daniel Abt             | Audi Sport ABT Schaeffler | 1:02.125    | +0.617      | 14 |
| 16                                                | 36  | Alex Lynn              | DS Virgin Racing          | 1:02.139    | +0.631      | 15 |
| 17                                                | 27  | Tom Blomqvist          | MS&AD Andretti Formula E  | 1:02.823    | +1.315      | 16 |
| 18                                                | 4   | Edoardo Mortara        | Venturi Formula E Team    | 1:02.834    | +1.326      | 19 |
| 19                                                | 68  | Ma Qing Hua            | NIO Formula E Team        | 1:02.998    | +1.490      | 17 |
| 20                                                | 3   | Nelson Piquet Jr.      | Panasonic Jaguar Racing   | Sin tiempos | Sin tiempos | 18 |
| Fuente:fiaformulae.com                            |     |                        |                           |             |             |    |

Notas:
1. 1 2 3  MOTORLAT. «Horarios del eprix de Paris para Latinoamerica, España, Italia y Reino Unido». MOTORLAT. Consultado el 24 de abril de 2018.
2. 1 2 3  «Race Results – Formula E». www.fiaformulae.com (en inglés). Archivado desde el original el 1 de mayo de 2018. Consultado el 28 de abril de 2018.
3. 1 2 3 4 5  Las primeras 5 posiciones de la parrilla van a ser determinadas por una Super Pole.
4. ↑  Fue sancionado con 10 puestos en la grilla de largada por cambiar la caja de cambios.
5. ↑  Fue sancionado con 3 puestos en la grilla de largada por exceso de velocidad con bandera roja en pista.

### Super Pole
| Hora de inicio 12:45 - Hora de finalización 13:00 |     |                        |                          |          |            |    |
| Pos.                                              | N.º | Piloto                 | Equipo                   | Tiempo   | Diferencia | P. |
| 1                                                 | 25  | Jean-Éric Vergne       | Techeetah                | 1:01.144 | —          | 1  |
| 2                                                 | 2   | Sam Bird               | DS Virgin Racing         | 1:01.421 | +0.277     | 2  |
| 3                                                 | 18  | André Lotterer         | Techeetah                | 1:01.487 | +0.343     | 3  |
| 4                                                 | 5   | Maro Engel             | Venturi Formula E Team   | 1:01.541 | +0.397     | 4  |
| 5                                                 | 28  | António Félix da Costa | MS&AD Andretti Formula E | 1:02.805 | +1.661     | 5  |
| Fuente:fiaformulae.com                            |     |                        |                          |          |            |    |

Notas:

## Carrera
Todos los horarios corresponden al huso horario de Francia (UTC+2).
| Hora de inicio 16:00   |     |                        |                           |       |                 |    |        |
| Pos.                   | N.º | Piloto                 | Equipo                    | Vtas. | Tiempo/Retirado | P. | Puntos |
| 1                      | 25  | Jean-Éric Vergne       | Techeetah                 | 49    | 54:49.102       | 1  | 28     |
| 2                      | 1   | Lucas Di Grassi        | Audi Sport ABT Schaeffler | 49    | +4.882          | 6  | 19     |
| 3                      | 2   | Sam Bird               | DS Virgin Racing          | 49    | +8.897          | 2  | 15     |
| 4                      | 5   | Maro Engel             | Venturi Formula E Team    | 49    | +9.287          | 4  | 12     |
| 5                      | 9   | Sébastien Buemi        | Renault e.dams            | 49    | +10.194         | 8  | 10     |
| 6                      | 18  | André Lotterer         | Techeetah                 | 49    | +10.855         | 3  | 8      |
| 7                      | 66  | Daniel Abt             | Audi Sport ABT Schaeffler | 49    | +13.918         | 14 | 6      |
| 8                      | 19  | Felix Rosenqvist       | Mahindra Racing           | 49    | +15.271         | 11 | 4      |
| 9                      | 16  | Oliver Turvey          | NIO Formula E Team        | 49    | +19.557         | 9  | 2      |
| 10                     | 6   | José María López       | Dragon Racing             | 49    | +20.989         | 10 | 1      |
| 11                     | 23  | Nick Heidfeld          | Mahindra Racing           | 49    | +21.698         | 12 |        |
| 12                     | 7   | Jérôme d'Ambrosio      | Dragon Racing             | 49    | +26.723         | 7  |        |
| 13                     | 4   | Edoardo Mortara        | Venturi Formula E Team    | 49    | +29.937         | 19 |        |
| 14                     | 36  | Alex Lynn              | DS Virgin Racing          | 49    | +43.112         | 15 |        |
| 15                     | 20  | Mitch Evans            | Panasonic Jaguar Racing   | 49    | +43.989         | 20 |        |
| 16                     | 8   | Nicolas Prost          | Renault e.dams            | 48    | +1 vuelta       | 13 |        |
| 17                     | 68  | Ma Qing Hua            | NIO Formula E Team        | 46    | +3 vueltas      | 17 |        |
| Ret                    | 3   | Nelson Piquet Jr.      | Panasonic Jaguar Racing   | 32    |                 | 18 |        |
| Ret                    | 27  | Tom Blomqvist          | MS&AD Andretti Formula E  | 32    |                 | 16 |        |
| Ret                    | 28  | António Félix da Costa | MS&AD Andretti Formula E  | 2     |                 | 5  |        |
| Fuente:fiaformulae.com |     |                        |                           |       |                 |    |        |

Notas:
1. ↑  Tres puntos adicionales para el que marco la pole position. (Jean-Éric Vergne)
2. ↑  Un punto adicional para el que marcó la vuelta rápida en carrera. (Lucas Di Grassi)